# (100629) 1997 UL5
(100629) 1997 UL5 es un asteroide perteneciente al cinturón de asteroides, descubierto el 21 de octubre de 1997 por el equipo del Spacewatch desde el Observatorio Nacional de Kitt Peak, Arizona, Estados Unidos.

## Designación y nombre
Designado provisionalmente como 1997 UL5.

## Características orbitales
1997 UL5 está situado a una distancia media del Sol de 2,404 ua, pudiendo alejarse hasta 2,751 ua y acercarse hasta 2,057 ua. Su excentricidad es 0,144 y la inclinación orbital 9,502 grados. Emplea 1361,89 días en completar una órbita alrededor del Sol.

## Características físicas
La magnitud absoluta de 1997 UL5 es 15,9.